# Quartier Saint-Germain-des-Prés
Koordinaten: 48° 51′ N, 2° 20′ O

Viertel im 6. Arrondissement

Das Quartier Saint-Germain-des-Prés [kaʀtje sɛ̃ ʒɛʀmɛ̃ de pʀe], kurz Saint-Germain [sɛ̃ ʒɛʀmɛ̃], ist ein Stadtviertel in Paris. Es ist das 24. Quartier der französischen Hauptstadt und liegt im 6. Arrondissement südlich der Seine im Stadtgebiet Rive Gauche. Das zentral in der Innenstadt gelegene Viertel ist nach der dort ansässigen Abtei Saint-Germain-des-Prés benannt und wird vom Boulevard Saint-Germain durchzogen.

## Geschichte
Der Namensgeber der Abtei, Germanus von Paris, ließ die Kirche im Jahr 558 AD auf Weideland hinter der Île de la Cité errichten. Daher der Zusatz des Prés, auf den Wiesen.
Das Viertel spielte jahrhundertelang eine wichtige Rolle im Geistesleben Frankreichs. Das dort gelegene Priesterseminar von St-Sulpice (Paris) bildete berühmte Persönlichkeiten aus. Das Viertel galt in der Mitte des 20. Jahrhunderts als Zentrum des französischen Existentialismus um die Philosophen Jean-Paul Sartre und Simone de Beauvoir. In Saint-Germain-des-Prés gibt es berühmte Cafés wie Les Deux Magots oder Café de Flore, die teils schon in den 1920er Jahren, spätestens ab den 1950ern, zum Treffpunkt von Intellektuellen und Künstlern wurden. Literaten, Musiker, Schauspieler und Filmschaffende wie Boris Vian, Juliette Gréco oder Jean-Luc Godard wurden zwischen den 1950er und 1980er Jahren mit dem Viertel assoziiert. In der Rue des Beaux-Arts residierte ab 1955 die berühmte Galerie von Iris Clert.
Heutzutage ist Saint-Germain-des-Prés ein Anziehungspunkt für Touristen. Die Bewohner von Saint-Germain-des-Prés werden im Französischen als germanopratins bezeichnet. Dieses Gentilizium steht wie oft im Französischen der lateinischen Wurzel näher als der Lokalitätsname selbst (frz. pré; lat. prātŭm, Wiese, Aue).

## Das Quartier im Film
- 1949: Rendez-vous de juillet (Jugend von heute) von Jacques Becker
- 1950: Pigalle-Saint-Germain-des-Prés von André Berthomieu
- 1951: La Rose rouge von Marcello Pagliero
- 1958: Les Tricheurs (Die sich selbst betrügen) von Marcel Carné
- 1965: Episode Saint Germain des Prés (in Paris gesehen von...) von Jean Douchet
- 1973: La Maman et la Putain (Die Mama und die Hure) von Jean Eustache
- 1986: Autour de minuit (Um Mitternacht ) von Bertrand Tavernier

## Das Quartier in der Musik
- 1950: Léo Ferré bringt das Chanson À Saint-Germain-des-Prés auf einer Schellackplatte heraus. 1953 und 1969 erscheinen jeweils Neuaufnahmen. Auch andere Interpreten tragen das Chanson vor: Henri Salvador (1950), Hélène Martin, Cora Vaucaire, Anne Sofie von Otter (2013)
- 1961: Guy Béart komponiert Il n'y a plus d'après… (à Saint-Germain-des-Prés)[1] Auch Juliette Gréco hat das Lied in ihrem Repertoire.
- 1967: bedauert Léo Ferré in dem Chanson Quartier Latin die Veränderung des Viertels im Vergleich zu seiner Studentenzeit von 1930.
- 1991: Michel Sardou nimmt La Main aux fesses auf, wo er das Viertel als «Saint-Germain-des-Clébards»[2] betitelt.

## Das Quartier in der Literatur
- 1956: Ed van der Elsken: Liebe in Saint Germain des Prés. Schaden Verlag, Köln 1999, ISBN 3-932187-04-0. („vintage reprint“ der 1956 im Rowohlt Verlag erschienenen Ausgabe.)

## Verwandte Artikel
- Boulevard Saint-Germain
- Abtei Saint-Germain-des-Prés
- Quartier Latin